# AC Renate
AC Renate is een Italiaanse voetbalclub uit Renate die in de Serie C speelt. De club werd opgericht in 1947. De officiële clubkleuren zijn blauw en zwart.